# Slovensko prvenstvo v dvoranskem hokeju
Slovensko prvenstvo v dvoranskem hokeju je najpomembnejše klubsko tekmovanje v dvoranskem hokeju v Sloveniji. Tekmovanje na državnem nivoju je bilo prvič izvedeno leta 1992 in od takrat naprej poteka pod okriljem Zveze za hokej na travi Slovenije. Državni prvaki se praviloma udeležujejo evropskih klubskih prvenstev v dvoranskem hokeju.

## Zgodovina
Na prvem državnem prvenstvu v dvoranskem hokeju je nastopilo šest ekip, prvi državni prvak pa je postala ekipa HK Svoboda, ki je v finalu premaga Čepince s 5:2. Tudi sicer je ljubljanski klub v prvem desetletju tega tekmovanja veljal za najboljši klub v Sloveniji. Po prenehanju delovanja UHK Svobode leta 2004 so primat v dvoranskem hokeju prevzeli hokejisti HK Lipovci, ki so od leta 2003 do 2014, z izjemo leta 2012, osvojili prav vse naslove državnih prvakov.
Največji poudarek dvoranskem hokeju, izmed vseh slovenskih ekip, dajejo pri HK Triglav Predanovci. Najpogosteje se tudi udeležujejo mednarodnih turnirjev, poleg tega so tudi daleč najuspešnejši pri tekmovanju mlajših selekcij.
V sezoni 2000/2001 je bilo odigrano tudi prvo dvoransko prvenstvo v ženski kategoriji. Nekoliko presenetljivo so takrat slavile igralke HK Moravske Toplice, ki so premagale svoje edine tekmice, hokejistke HK Triglav Predanovci. Od takrat dalje dvoransko prvenstvo poteka vsako leto, še vedno samo med ekipama HK Triglav Predanovci in HK Moravske Toplice.
Prvo prvenstvo v dvoranskem hokeju je bilo sicer izvedeno na slovenskem republiškem nivoju leta 1984. Prvi republiški prvaki so postali hokejisti HK Pomurje.

## Statistika - člani

### Naslovi prvaka po sezonah
| Sezona  | Prvak                 |
| ------- | --------------------- |
| 2024/25 | HK Lipovci            |
| 2023/24 | HK Triglav Predanovci |
| 2022/23 | HK Triglav Predanovci |
| 2021/22 | HK Triglav Predanovci |
| 2020/21 | /                     |
| 2019/20 | HK Lipovci            |
| 2018/19 | HK Lipovci            |
| 2017/18 | HK Lipovci            |
| 2016/17 | HK Lipovci            |
| 2015/16 | HK Lipovci            |
| 2014/15 | HK Triglav Predanovci |
| 2013/14 | HK Lipovci            |
| 2012/13 | HK Lipovci            |
| 2011/12 | HK Triglav Predanovci |
| 2010/11 | HK Lipovci            |
| 2009/10 | HK Pliva Lipovci      |
| 2008/09 | HK Pliva Lipovci      |
| 2007/08 | HK Pliva Lipovci      |
| 2006/07 | HK Pliva Lipovci      |
| 2005/06 | HK Pliva Lipovci      |
| 2004/05 | HK Lek Lipovci        |
| 2003/04 | HK Lek Lipovci        |
| 2002/03 | HK Lek Lipovci        |
| 2001/02 | UHK Svoboda Ljubljana |
| 2000/01 | HK Lek Lipovci        |
| 1999/00 | HK Triglav Predanovci |
| 1998/99 | UHK Svoboda Ljubljana |
| 1997/98 | UHK Svoboda Ljubljana |
| 1996/97 | HK Svoboda Ljubljana  |
| 1995/96 | HK Triglav Predanovci |
| 1994/95 | HK Svoboda Ljubljana  |
| 1993/94 | HK Triglav Predanovci |
| 1992/93 | HK Svoboda Ljubljana  |
| 1991/92 | HK Svoboda Ljubljana  |

### Naslovi prvaka po klubih
| Klub                  | Št. naslovov |
| --------------------- | ------------ |
| HK Lipovci            | 18           |
| HK Triglav Predanovci | 8            |
| UHK Svoboda Ljubljana | 7            |

### Najboljši strelci od 1997 naprej
| Sezona  | Št. golov | Hokejist                                  | Klub                                  |
| ------- | --------- | ----------------------------------------- | ------------------------------------- |
| 2024/25 | 12        | Uroš Stanko                               | HK Lipovci                            |
| 2023/24 | 18        | Nejc Potokar                              | HK Triglav Predanovci                 |
| 2022/23 | 12        | Nejc Potokar                              | HK Triglav Predanovci                 |
| 2021/22 | 22        | Uroš Stanko                               | HK Lipovci                            |
| 2020/21 | /         | /                                         | /                                     |
| 2019/20 | 12        | Petar Katovski                            | HK Lipovci                            |
| 2018/19 | 18        | Martin Mesarič                            | HK Lipovci                            |
| 2017/18 | 8         | Petar Katovski                            | HK Lipovci                            |
| 2016/17 | 14        | Nejc Potokar                              | HK Triglav Predanovci                 |
| 2015/16 | 7         | Robert Mesarič Dominik Mesarič Uroš Vereš | HK Lipovci HK Triglav Predanovci      |
| 2014/15 | 14        | Anže Fujs                                 | HK Triglav Predanovci                 |
| 2013/14 | 7         | Martin Mesarič Anže Fujs                  | HK Lipovci HK Triglav Predanovci      |
| 2012/13 | 11        | Boštjan Stanko                            | HK Lipovci                            |
| 2011/12 | 9         | Martin Mesarič                            | HK Lipovci                            |
| 2010/11 | 10        | Boštjan Stanko                            | HK Lipovci                            |
| 2009/10 | 14        | Dominik Mesarič                           | HK Pliva Lipovci                      |
| 2008/09 | 12        | Sebastjan Černel                          | HK Triglav Predanovci                 |
| 2007/08 | 11        | Peter Fras Boštjan Obal                   | HK Moravske Toplice DŠR Murska Sobota |
| 2006/07 | 15        | Martin Mesarič Uroš Stanko                | HK Pliva Lipovci                      |
| 2005/06 | 16        | Boštjan Stanko                            | HK Pliva Lipovci                      |
| 2004/05 | 13        | Franc Maučec                              | HK Lek Lipovci                        |
| 2003/04 | 15        | Boštjan Stanko                            | HK Lek Lipovci                        |
| 2002/03 | 35        | Igor Kopič                                | UHK Svoboda                           |
| 2001/02 | 31        | Igor Kopič                                | UHK Svoboda                           |
| 2000/01 | 18        | Luka Bratec                               | UHK Svoboda                           |
| 1999/00 | 29        | Boštjan Puhan                             | HK Triglav Predanovci                 |
| 1998/99 | 21        | Boštjan Puhan                             | HK Triglav Predanovci                 |
| 1997/98 | 11        | Aleš Kramar                               | UHK Svoboda                           |
| 1996/97 | 12        | Franc Maučec                              | HK Lek Lipovci                        |

### Najboljši igralci od 1997 naprej
| Sezona  | Hokejist         | Klub                  |
| ------- | ---------------- | --------------------- |
| 2019/20 | Dominik Mesarič  | HK Lipovci            |
| 2018/19 | Martin Mesarič   | HK Lipovci            |
| 2017/18 | Martin Mesarič   | HK Lipovci            |
| 2016/17 | Martin Mesarič   | HK Lipovci            |
| 2015/16 | Tadej Mikola     | HK Triglav Predanovci |
| 2014/15 | Anže Fujs        | HK Triglav Predanovci |
| 2013/14 | Anže Fujs        | HK Triglav Predanovci |
| 2012/13 | Franc Maučec     | HK Lipovci            |
| 2011/12 | Robert Mesarič   | HK Lipovci            |
| 2010/11 | Robert Mesarič   | HK Lipovci            |
| 2009/10 | Sebastjan Černel | HK Triglav Predanovci |
| 2008/09 | Sebastjan Černel | HK Triglav Predanovci |
| 2007/08 | Boštjan Horvat   | HK Moravske Toplice   |
| 2006/07 | Uroš Stanko      | HK Pliva Lipovci      |
| 2005/06 | Robert Mesarič   | HK Pliva Lipovci      |
| 2004/05 | Sebastjan Černel | HK Triglav Predanovci |
| 2003/04 | Robert Mesarič   | HK Lek Lipovci        |
| 2002/03 | Franc Maučec     | HK Lek Lipovci        |
| 2001/02 | Igor Kopič       | UHK Svoboda           |
| 2000/01 | Luka Bratec      | UHK Svoboda           |
| 1999/00 | Tilen Trotovšek  | UHK Svoboda           |
| 1998/99 | Luka Bratec      | UHK Svoboda           |
| 1997/98 | Robert Mesarič   | HK Lek Lipovci        |
| 1996/97 | Franc Maučec     | HK Lek Lipovci        |

### Najboljši vratarji od 1997 naprej
| Sezona    | Hokejist      | Klub                  |
| --------- | ------------- | --------------------- |
| 2019/20   | Miha Zadravec | HK Lipovci            |
| 2018/19   | Jernej Vučko  | HK Lipovci            |
| 2017/18   | Jernej Vučko  | HK Lipovci            |
| 2016/17   | Jernej Vučko  | HK Lipovci            |
| 2015/16   | Jernej Vučko  | HK Lipovci            |
| 2014/2015 | Simon Domjan  | HK Triglav Predanovci |
| 2013/14   | Jernej Vučko  | HK Lipovci            |
| 2012/13   | Jernej Vučko  | HK Lipovci            |
| 2011/12   | Jernej Vučko  | HK Lipovci            |
| 2010/11   | Jernej Vučko  | HK Lipovci            |
| 2009/10   | Simon Bruner  | HK Moravske Toplice   |
| 2008/09   | Jernej Vučko  | HK Pliva Lipovci      |
| 2007/08   | Simon Domjan  | DŠR Murska Sobota     |
| 2006/07   | Danilo Ciz    | HK Moravske Toplice   |
| 2005/06   | Goran Kokaš   | HK Triglav Predanovci |
| 2004/05   | Andraž Nemec  | HK Lek Lipovci        |
| 2003/04   | Andraž Nemec  | HK Lek Lipovci        |
| 2002/03   | Andraž Nemec  | HK Lek Lipovci        |
| 2001/02   | Andraž Nemec  | UHK Svoboda           |
| 2000/01   | Rok Hozjan    | HK Lek Lipovci        |
| 1999/00   | Simon Domjan  | HK Triglav Predanovci |
| 1998/99   | Andraž Nemec  | UHK Svoboda           |
| 1997/98   | Andraž Nemec  | UHK Svoboda           |
| 1996/97   | Andraž Nemec  | HK Svoboda            |

## Statistika - članice

### Naslovi prvakinj po sezonah
| Sezona  | Prvak                 |
| ------- | --------------------- |
| 2024/25 | HK Lipovci            |
| 2023/24 | HK Lipovci            |
| 2022/23 | HK Moravske Toplice   |
| 2021/22 | HK Moravske Toplice   |
| 2020/21 | /                     |
| 2019/20 | HK Triglav Predanovci |
| 2018/19 | HK Moravske Toplice   |
| 2017/18 | HK Moravske Toplice   |
| 2016/17 | HK Moravske Toplice   |
| 2015/16 | HK Moravske Toplice   |
| 2014/15 | HK Moravske Toplice   |
| 2013/14 | HK Moravske Toplice   |
| 2012/13 | HK Triglav Predanovci |
| 2011/12 | HK Triglav Predanovci |
| 2010/11 | HK Moravske Toplice   |
| 2009/10 | HK Triglav Predanovci |
| 2008/09 | HK Moravske Toplice   |
| 2007/08 | HK Triglav Predanovci |
| 2006/07 | HK Moravske Toplice   |
| 2005/06 | HK Triglav Predanovci |
| 2004/05 | HK Triglav Predanovci |
| 2003/04 | HK Triglav Predanovci |
| 2002/03 | HK Triglav Predanovci |
| 2001/02 | HK Triglav Predanovci |
| 2000/01 | HK Moravske Toplice   |

### Naslovi prvakinj po klubih
| Klub                  | Št. naslovov |
| --------------------- | ------------ |
| HK Moravske Toplice   | 12           |
| HK Triglav Predanovci | 10           |
| HK Lipovci            | 2            |

### Najboljše strelke od 2002 naprej
| Sezona  | Št. golov | Hokejistka                              | Klub                                      |
| ------- | --------- | --------------------------------------- | ----------------------------------------- |
| 2024/25 | 13        | Vita Kuharič                            | HK Lipovci                                |
| 2023/24 | 7         | Špela Berden                            | HK Lipovci                                |
| 2022/23 | 7         | Daniela Pavalec Gumilar                 | HK Triglav Predanovci                     |
| 2021/22 | 7         | Ana Vegič                               | HK Moravske Toplice                       |
| 2020/21 | /         | /                                       | /                                         |
| 2019/20 | 5         | Sanja Zelko                             | HK Triglav Predanovci                     |
| 2018/19 | 6         | Petra Dervarič                          | HK Moravske Toplice                       |
| 2017/18 | 11        | Petra Dervarič                          | HK Moravske Toplice                       |
| 2016/17 | 13        | Laura Schmidlechner                     | HK Moravske Toplice                       |
| 2015/16 | 7         | Mateja Grah                             | HK Triglav Predanovci                     |
| 2014/15 | 10        | Petra Dervarič                          | HK Moravske Toplice                       |
| 2013/14 | 5         | Petra Dervarič                          | HK Moravske Toplice                       |
| 2012/13 | 12        | Petra Dervarič                          | HK Moravske Toplice                       |
| 2011/12 | 5         | Julia Nachtsheim                        | HK Triglav Predanovci                     |
| 2010/11 | 2         | Tanja Könye Mateja Grah Andreja Rituper | HK Moravske Toplice HK Triglav Predanovci |
| 2009/10 | 8         | Danijela Gomboc                         | HK Triglav Predanovci                     |
| 2008/09 | 3         | Lara Gruškovnjak                        | HK Moravske Toplice                       |
| 2007/08 | /         | Danijela Gomboc                         | HK Triglav Predanovci                     |
| 2006/07 | /         | Nina Recek                              | HK Moravske Toplice                       |
| 2005/06 | 5         | Danijela Gomboc Daniela Pavalec         | HK Triglav Predanovci                     |
| 2004/05 | 11        | Danijela Gomboc                         | HK Triglav Predanovci                     |
| 2003/04 | 7         | Danijela Gomboc                         | HK Triglav Predanovci                     |
| 2002/03 | 12        | Anja Cipot                              | HK Triglav Predanovci                     |
| 2001/02 | 5         | Danijela Gomboc                         | HK Triglav Predanovci                     |

### Najboljše igralke od 2002 naprej
| Sezona  | Hokejistka       | Klub                  |
| ------- | ---------------- | --------------------- |
| 2019/20 | Andreja Rituper  | HK Triglav Predanovci |
| 2018/19 | Lara Črnko       | HK Moravske Toplice   |
| 2017/18 | Petra Dervarič   | HK Moravske Toplice   |
| 2016/17 | Petra Dervarič   | HK Moravske Toplice   |
| 2015/16 | Melanie Smodiš   | HK Moravske Toplice   |
| 2014/15 | Sanja Kropec     | HK Triglav Predanovci |
| 2013/14 | Danijela Gomboc  | HK Triglav Predanovci |
| 2012/13 | Petra Dervarič   | HK Moravske Toplice   |
| 2011/12 | Julia Nachtsheim | HK Triglav Predanovci |
| 2010/11 | Petra Dervarič   | HK Moravske Toplice   |
| 2009/10 | Sanja Kropec     | HK Triglav Predanovci |
| 2008/09 | Petra Dervarič   | HK Moravske Toplice   |
| 2007/08 | Danijela Gomboc  | HK Triglav Predanovci |
| 2006/07 | Danijela Kučan   | HK Moravske Toplice   |
| 2005/06 | Sandra Buček     | HK Triglav Predanovci |
| 2004/05 | Danijela Gomboc  | HK Triglav Predanovci |
| 2003/04 | Urška Cipot      | HK Triglav Predanovci |
| 2002/03 | Danijela Gomboc  | HK Triglav Predanovci |
| 2001/02 | Danijela Gomboc  | HK Triglav Predanovci |

### Najboljše vratarke od 2002 naprej
| Sezona  | Hokejistka      | Klub                  |
| ------- | --------------- | --------------------- |
| 2019/20 | Staša Zorko     | HK Triglav Predanovci |
| 2018/19 | Sandra Dervarič | HK Moravske Toplice   |
| 2017/18 | Sandra Dervarič | HK Moravske Toplice   |
| 2016/17 | Sandra Dervarič | HK Moravske Toplice   |
| 2015/16 | Staša Zorko     | HK Triglav Predanovci |
| 2014/15 | Sandra Dervarič | HK Moravske Toplice   |
| 2013/14 | Sandra Dervarič | HK Moravske Toplice   |
| 2012/13 | Sandra Dervarič | HK Moravske Toplice   |
| 2011/12 | Sandra Dervarič | HK Moravske Toplice   |
| 2010/11 | Sandra Dervarič | HK Moravske Toplice   |
| 2009/10 | Sandra Dervarič | HK Moravske Toplice   |
| 2008/09 | Sandra Dervarič | HK Moravske Toplice   |
| 2007/08 | Nuša Pintarič   | HK Triglav Predanovci |
| 2006/07 | Sandra Dervarič | HK Moravske Toplice   |
| 2005/06 | Sandra Dervarič | HK Moravske Toplice   |
| 2004/05 | Nuša Pintarič   | HK Triglav Predanovci |
| 2003/04 | Tadeja Sambt    | HK Moravske Toplice   |
| 2002/03 | Sandra Berglez  | HK Triglav Predanovci |
| 2001/02 | Sandra Berglez  | HK Triglav Predanovci |

## Statistika - republiški nivo

### Naslovi republiških prvakov po letih
| Leto | Prvak          |
| ---- | -------------- |
| 1991 | HK ABC Pomurka |
| 1990 | HK Lipovci     |
| 1989 | HK Lipovci     |
| 1988 | HK ABC Pomurka |
| 1987 | HK Svoboda     |
| 1986 | HK ABC Pomurka |
| 1985 | HK Pomurje     |
| 1984 | HK Pomurje     |

### Naslovi republiških prvakov po klubih
| Klub                 | Št. naslovov |
| -------------------- | ------------ |
| HK Pomurje           | 5            |
| HK Lipovci           | 2            |
| HK Svoboda Ljubljana | 1            |